# Oros Parnonas (Kai Periochi Malevis)
Oros Parnonas (Kai Periochi Malevis) este o arie protejată (arie specială de conservare — SAC, sit de importanță comunitară — SCI) din Grecia întinsă pe o suprafață de 55.651,47 ha, integral pe uscat.

## Localizare
Centrul sitului Oros Parnonas (Kai Periochi Malevis) este situat la coordonatele 37°12′29″N 22°38′06″E / 37.208164°N 22.634867°E.

## Înființare
Situl Oros Parnonas (Kai Periochi Malevis) a fost declarat sit de importanță comunitară în noiembrie 1999 pentru a proteja 2 specii de plante și 6 specii de animale. Situl a fost protejat și ca arie specială de conservare în martie 2011.

## Biodiversitate
Situată în ecoregiunea mediteraneană, aria protejată conține 12 habitate naturale: Lande oro-mediteraneene cu formațiuni endemice de grozamă, Matorral arborescenți cu Juniperus spp., Sarcopoterium spinosum phryganas, Formațiuni ierboase bogate în specii de Nardus, dezvoltate pe substraturi silicioase în zone montane (și în zone submontane, în Europa continentală), Pante stâncoase calcaroase cu vegetație casmofită, Păduri panonice-balcanice de stejar turcesc - stejar sesil, Păduri de Castanea sativa, Păduri de Platanus orientalis și Liquidambar orientalis (Platanion orientalis), Păduri de Quercus ilex și Quercus rotundifolia, Păduri de pin (sub-) mediteraneene cu pini negri endemici, Păduri de pin mediteraneene cu pini mezogeni endemici, Păduri endemice cu Juniperus spp..
La baza desemnării sitului se află mai multe specii protejate:
- plante (2): Clinopodium taygeteum, Crepis crocifolia
- mamifere (1): liliac cârn (Barbastella barbastellus)
- nevertebrate (1): Euplagia quadripunctaria
- reptile (4): șarpele cu patru dungi (Elaphe quatuorlineata), țestoasă bănățeană (Testudo hermanni), Testudo marginata, elaphe situla (Zamenis situla)

Pe lângă speciile protejate, pe teritoriul sitului au mai fost identificate 76 de specii de plante, 6 specii de amfibieni, 11 specii de mamifere, 60 de specii de nevertebrate, 20 de specii de reptile.